# Campeonato Mundial de Atletismo em Pista Coberta de 2010 - Salto em distância masculino
A prova do salto em distância masculino do Campeonato Mundial de Atletismo em Pista Coberta de 2010 foi disputada entre 12 e 13 de março no ASPIRE Dome, em Doha.

## Recordes
Antes desta competição, os recordes mundiais e do campeonato nesta prova eram os seguintes:
| Tipo                  | Atleta       | Marca  | Local       | Data                  |
| --------------------- | ------------ | ------ | ----------- | --------------------- |
|                       | Carl Lewis   | 8,79 m | Nova Iorque | 27 de janeiro de 1984 |
| Recorde do campeonato | Iván Pedroso | 8,62 m | Maebashi    | 7 de março de 1999    |

## Medalhistas
| Ouro                   | Prata                        | Bronze              |
| Fabrice Lapierre (AUS) | Godfrey Khotso Mokoena (RSA) | Mitchell Watt (AUS) |

## Resultados

### Eliminatórias
Estes são os resultados das eliminatórias. Os 27 atletas inscritos foram divididos em dois grupos, se classificando para a final todos os que atingissem 8 metros (Q) ou, no mínimo, oito atletas com as melhores marcas (q).

#### Grupo A
| Pos. | Atleta                | #1   | #2   | #3   | Res.     | Notas                |
| ---- | --------------------- | ---- | ---- | ---- | -------- | -------------------- |
| 1    | AUS Mitchell Watt     | 8.00 |      |      | 8.00 (Q) |                      |
| 2    | FRA Salim Sdiri       | 7.81 | 7.94 | X    | 7.94 (q) |                      |
| 3    | SEN Ndiss Kaba Badji  | 7.93 | X    | X    | 7.93 (q) |                      |
| 4    | ALG Issam Nima        | 7.48 | 7.88 | 7.63 | 7.88     | Recorde nacional     |
| 5    | GBR Greg Rutherford   | 7.35 | 7.80 | X    | 7.80     |                      |
| 6    | PAN Irving Saladino   | X    | X    | 7.80 | 7.80     | Recorde da temporada |
| 7    | FIN Tommi Evilä       | 7.77 | 7.77 | 7.69 | 7.77     |                      |
| 8    | UKR Viktor Kuznyetsov | 7.64 | 7.66 | 7.28 | 7.66     |                      |
| 9    | USA Jeff Henderson    | 7.64 | 5.42 | 7.44 | 7.64     |                      |
| 10   | CHN Zhenwei Yu        | 7.54 | X    | 7.46 | 7.54     |                      |
| 11   | MAR Yahya Berrabah    | 7.52 | X    | 7.49 | 7.52     |                      |
| 12   | BUL Nikolai Atanasov  | 7.52 | X    | X    | 7.52     |                      |
| 13   | ARM Arsen Sargsyan    | 7.42 | X    | 7.45 | 7.45     |                      |

#### Grupo B
| Pos. | Atleta                     | #1   | #2   | #3   | Res.     | Notas                |
| ---- | -------------------------- | ---- | ---- | ---- | -------- | -------------------- |
| 1    | AUS Fabrice Lapierre       | 7.66 | 8.19 |      | 8.19 (Q) | Recorde asiático     |
| 2    | GER Christian Reif         | 7.70 | 7.12 | 7.96 | 7.96 (q) |                      |
| 3    | RSA Godfrey Khotso Mokoena | 7.72 | 7.74 | 7.95 | 7.95 (q) | Recorde da temporada |
| 4    | GHA Ignisious Gaisah       | 7.89 | X    | X    | 7.89 (q) | Recorde da temporada |
| 5    | UKR Andriy Makarchev       | 7.81 | 7.88 | X    | 7.88 (q) |                      |
| 6    | FRA Kafétien Gomis         | 7.60 | 7.74 | 7.84 | 7.84     |                      |
| 7    | GBR Christopher Tomlinson  | 7.62 | X    | 7.75 | 7.75     |                      |
| 8    | BOT Gable Garenamotse      | X    | 7.73 | 7.62 | 7.73     | Recorde da temporada |
| 9    | SWE Michel Tornéus         | 7.27 | 7.69 | 7.71 | 7.71     |                      |
| 10   | USA Randall Flimmons       | 7.68 | 7.49 | 7.68 | 7.68     |                      |
| 11   | CHN Jinzhe Li              | 7.41 | 7.58 | 7.68 | 7.68     |                      |
| 12   | KSA Hussein Taher Al-Sabee | 7.42 | 7.56 | 7.46 | 7.56     |                      |
| 13   | BER Tyrone Smith           | 7.19 | 7.45 | 7.43 | 7.45     | Recorde da temporada |
|      | CUB Wilfredo Martínez      | X    | X    | X    | NM       |                      |

### Final
Estes são os resultados da final:
| Pos               | Atleta                     | #1   | #2   | #3   | #4   | #5   | #6   | Res. | Notas                |
| ----------------- | -------------------------- | ---- | ---- | ---- | ---- | ---- | ---- | ---- | -------------------- |
| Medalha de ouro   | AUS Fabrice Lapierre       | X    | X    | 8.01 | 8.09 | 8.17 | X    | 8.17 |                      |
| Medalha de prata  | RSA Godfrey Khotso Mokoena | 7.86 | X    | 7.76 | X    | 7.90 | 8.08 | 8.08 | Recorde da temporada |
| Medalha de bronze | AUS Mitchell Watt          | X    | 7.93 | X    | 7.88 | X    | 8.05 | 8.05 |                      |
| 4                 | FRA Salim Sdiri            | X    | 7.93 | 7.87 | 8.01 | -    | 7.95 | 8.01 |                      |
| 5                 | GER Christian Reif         | 7.86 | X    | X    | 7.81 | 7.83 | 7.75 | 7.86 |                      |
| 6                 | SEN Ndiss Kaba Badji       | 7.64 | X    | 7.72 | 7.86 | 7.45 | 7.71 | 7.86 |                      |
| 7                 | GHA Ignisious Gaisah       | 7.46 | X    | 7.55 | 7.61 | 7.81 | X    | 7.81 |                      |
| 8                 | UKR Andriy Makarchev       | X    | 7.65 | 7.44 | X    | 7.55 | 7.45 | 7.65 |                      |

Legenda
| Recorde mundial       | Recorde mundial (World record)               |                       | Recorde africano                      | Recorde africano (African) |                                           | Q | Classificado por posição (Qualified) |
| Recorde do campeonato | Recorde do campeonato (Championship record)  | Recorde da América    | Recorde da América (Americas)         | q                          | Classificado por melhor tempo (Qualified) |   |                                      |
| Melhor marca do ano   | Melhor marca do ano (World leading)          | Recorde asiático      | Recorde asiático (Asian)              | DNS                        | Não largou (Did not start)                |   |                                      |
| Recorde nacional      | Recorde nacional (National record)           | Recorde europeu       | Recorde europeu (European)            | DNF                        | Não terminou (Did not finish)             |   |                                      |
| Recorde pessoal       | Recorde pessoal do atleta (Personal best)    | Recorde da Oceania    | Recorde da Oceania (Oceania)          | DSQ / DQ                   | Desclassificado (Disqualified)            |   |                                      |
| Recorde da temporada  | Recorde da temporada do atleta (Season best) | Recorde sul-americano | Recorde sul-americano (South America) | NM                         | Sem marca (No mark)                       |   |                                      |